# Nikša Kaleb
Nikša Kaleb, né le 9 mars 1973 à Metković, est un ancien handballeur Croate évoluant au poste d'ailier gauche. Il est notamment champion du monde en 2003 puis champion olympique en 2004.

## Palmarès

### Club
compétitions internationales
- Vainqueur de la Coupe EHF (1) : 2000
  - Finaliste en 2001 et 2005

compétitions nationales
- Championnat de Croatie (4) : 2000[1], 2005, 2006, 2007, 2008
- Vainqueur de la Coupe de Croatie (6) : 2001, 2002, 2005, 2006, 2007, 2008

### Sélection nationale
Jeux olympiques
- Médaille d'or Jeux olympiques de 2004 à Athènes,  Grèce

Championnats du monde
- Médaille d'or du Championnat du monde 2003,  Portugal
- 7e place au Championnat du monde 2007,  Allemagne

Championnat d'Europe
- Médaille d'argent Championnat d'Europe 2008,  Norvège